# قرش

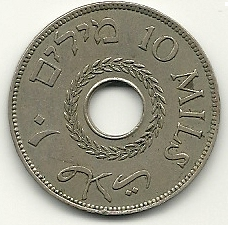

قُرُش یا قِرش از ریشهٔ «grosso» به نام‌ها و زبان‌های گوناگون: Qirsh ،Ersh، گرش، Grush، غروش و Grosi از اجزای پول است و در مناطق و کشورهایی استفاده می‌شود که قبلاً بخشی از امپراتوری عثمانی بودند. این نام در زبان‌های مختلف (عربی، اتیوپی، عبری، ترکی و یونانی) تغییر نموده ولی در اصل از گروسو ایتالیایی می‌آید، به عنوان denaro گروسو، که یک سکه نقره به ارزش دوازده «دنارو» یا دینار بود و در لغت یونانی نیز به عنوان γρόσι، grosi شناخته شده بود.
qirsh قرش اصلی، ۷ قرن قبل یک قطعه نقره بزرگ شبیه به «تالر» اروپایی، توسط عثمانی‌ها ضرب شده بود. بعد از فروپاشی امپراطوری عثمانی استفاده از این نام در اجزای پول کشورهای: مصر، عربستان سعودی، سوریه، لبنان و ترکیه و بعداً اردن و سودان، به تصویب رسید.
همچنین نام گروش (لاتین: Grossus، آلمانی: گروش، ایتالیایی: grossone، چک: گراس، لهستانی: گروس، مجارستانی: Garas به، رومانیایی: گراس)، به عنوان اجزای پول در برخی کشورهای مختلف اروپای مرکزی از منشأ یکسان denaro گروسو ایتالیایی denaro مشتق شده است.